# Multicar
Multicar – niemiecki producent mikrosamochodów ciężarowych i komunalnych z siedzibą w Waltershausen w Turyngii.

## Historia
W 1920 roku inżynier Arthur Ade powołał w Waltershausen przedsiębiorstwo ADE-Werk, które zajmowało się produkcją ciągników i sprzętu rolniczego. Po zakończeniu II wojny światowej, w 1946 roku fabryka wznowiła produkcję pod nazwą Gerätebau Waltershausen, a wraz z powstaniem Niemieckiej Republiki Demokratycznej zakład został znacjonalizowany i wszedł w skład zjednoczenia IFA oraz przyjął nazwę VEB Fahrzeugwerk Waltershausen. W 1949 roku założyciel fabryki Arthur Ade uciekł z NRD do RFN.
W połowie lat 50. XX wieku rozpoczęto tu produkcję wózka transportowego Diesel-Ameise DK 3, a w 1956 roku do produkcji wszedł Dieselkarre DK 2004 (DK 4), którego nazwa 4 grudnia 1959 roku została przemianowana na Multicar M 21. Do 1964 roku powstało 14 tys. sztuk. Kolejnym modelem produkowanym w zakładach był Multicar M 22, który powstawał od 1964 do 1974 roku i wyprodukowano 42 500 sztuk. Od 1974 do 1978 roku trwała produkcja modelu Multicar M 24, który powstał w liczbie 25 600 egzemplarzy (z czego 48% wyeksportowano). Od 1978 roku produkowany był Multicar M 25, który stał się najpopularniejszym produktem fabryki z Waltershausen. Do 1993 roku powstało 100 tys. sztuk z czego 70% przeznaczona była na eksport głównie do krajów RWPG.
W październiku 1990 roku doszło do zjednoczenia Niemiec, a w 1991 roku VEB Fahrzeugwerk Waltershausen zostało sprywatyzowane i zmieniło nazwę na Multicar. W 1993 roku zakończono produkcję modelu M 25, a rozpoczęto gruntownie zmodernizowanego w stosunku do poprzednika M 26, którego produkcja trwała do 2010 roku. W 1998 roku przedsiębiorstwo zostało przejęte przez firmę Hako-Werke, która specjalizuje się w produkcji wszelkiego rodzaju urządzeń czyszczących. Multicar we wrześniu 1998 roku przejął produkcję samochodów komunalnych TREMO od przedsiębiorstwa Kramer, a w styczniu 1999 roku produkcję pojazdów UX 100 od firmy Unimog. W 2001 roku rozpoczęto produkcję nowej generacji pojazdów Multicar FUMO (M30), a w 2004 roku wersji dla Bundeswehry Mungo. Pod koniec 2010 roku zadebiutował Multicar M 27, a latem 2013 roku przedstawiono kolejny nowy model M 31.

## Modele

### Wytwarzane obecnie
| Model | Producent silnika | Pojemność | Średnica × skok tłoka | Układ zasilania | Moc maks.                          | Maks.moment obrotowy       |
| ----- | ----------------- | --------- | --------------------- | --------------- | ---------------------------------- | -------------------------- |
| M 27  | VW CJDA           | 1968 cm³  | 81 × 95,5 mm          | Common-Rail     | 102 KM (75 kW) przy 3500 obr./min  | 250 N·m przy 2600 obr./min |
| TREMO | VW CJDA           | 1968 cm³  | 81 × 95,5 mm          | Common-Rail     | 102 KM (75 kW) przy 3000 obr./min  | 285 N·m przy 1750 obr./min |
| FUMO  | Iveco F1C         | 2998 cm³  | 95,8 × 104 mm         | Common-Rail     | 145 KM (107 kW) przy 3500 obr./min | 320 N·m przy 1400 obr./min |
| FUMO  | Iveco F1C         | 2998 cm³  | 95,8 × 104 mm         | Common-Rail     | 122 KM (90 kW) przy 3000 obr./min  | 310 N·m przy 1400 obr./min |
| M 31  | Iveco F1C         | 2998 cm³  | 95,8 × 104 mm         | Common-Rail     | 145 KM (107 kW) przy 3500 obr./min | 320 N·m przy 1400 obr./min |
| M 31  | Iveco F1C         | 2998 cm³  | 95,8 × 104 mm         | Common-Rail     | 122 KM (90 kW) przy 3000 obr./min  | 310 N·m przy 1400 obr./min |

### Wytwarzane w przeszłości
- M 21 (1956–1964) – 14 tys. (liczba wyprodukowanych egzemplarzy)
- M 22 (1964–1974) – 42,5 tys.
- M 24 (1974–1978) – 25,6 tys.
- M 25 (1978–1993) – 100 tys.
- M 26 (1993–2010) – b.d.[3]

## Galeria

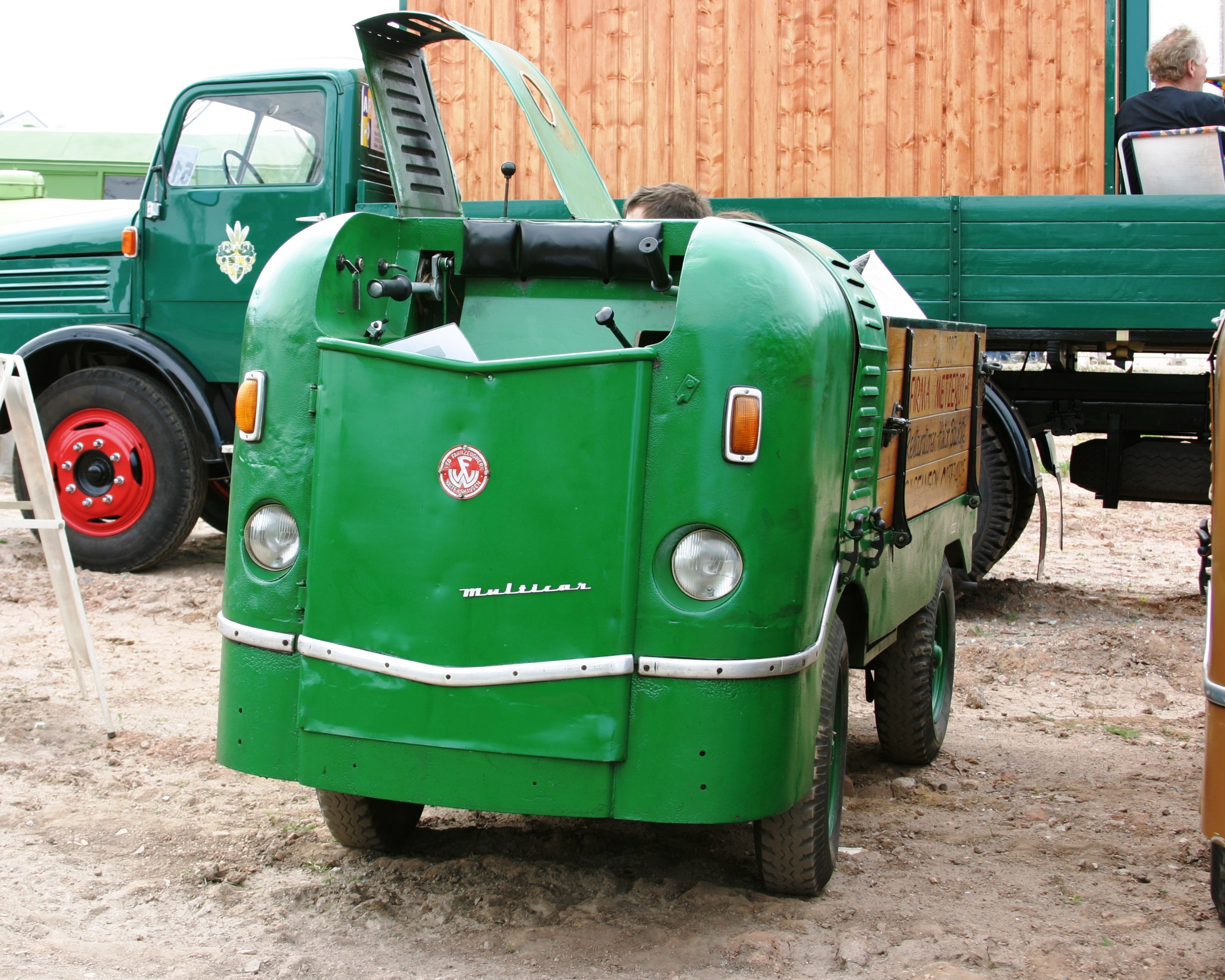
Multicar M 21
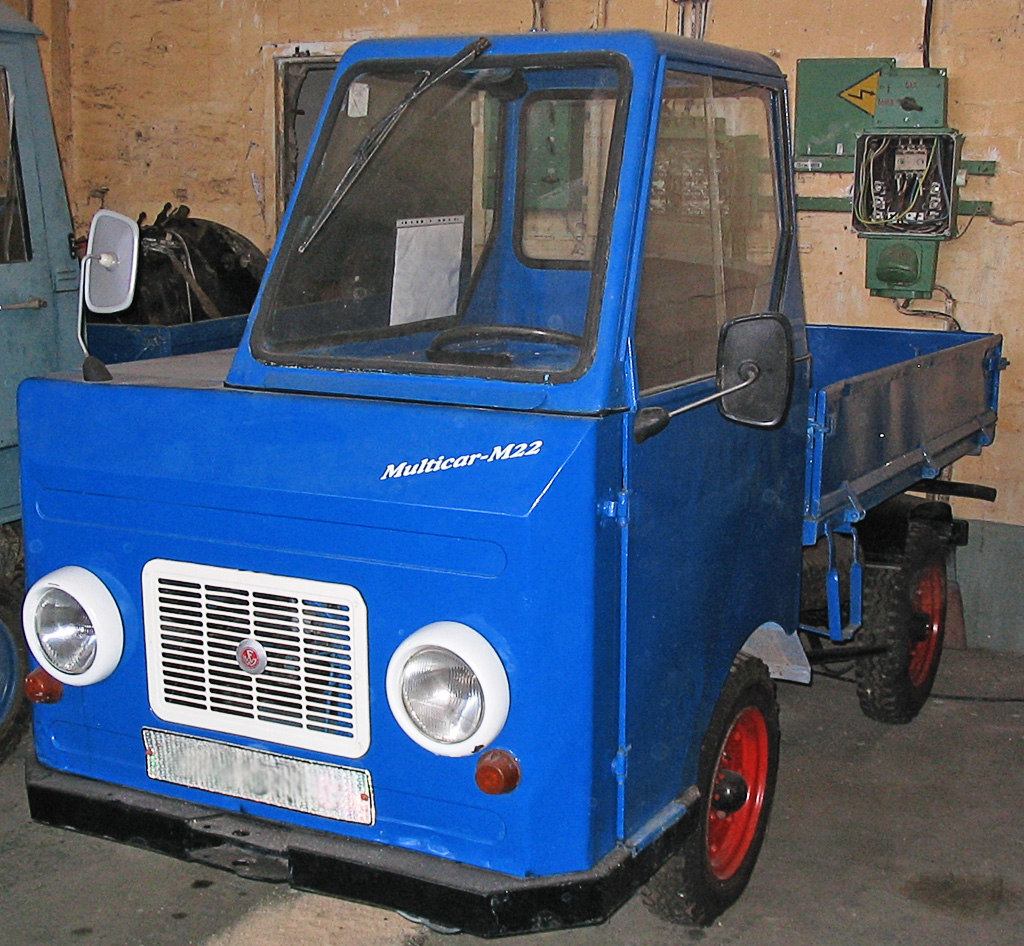
Multicar M 22
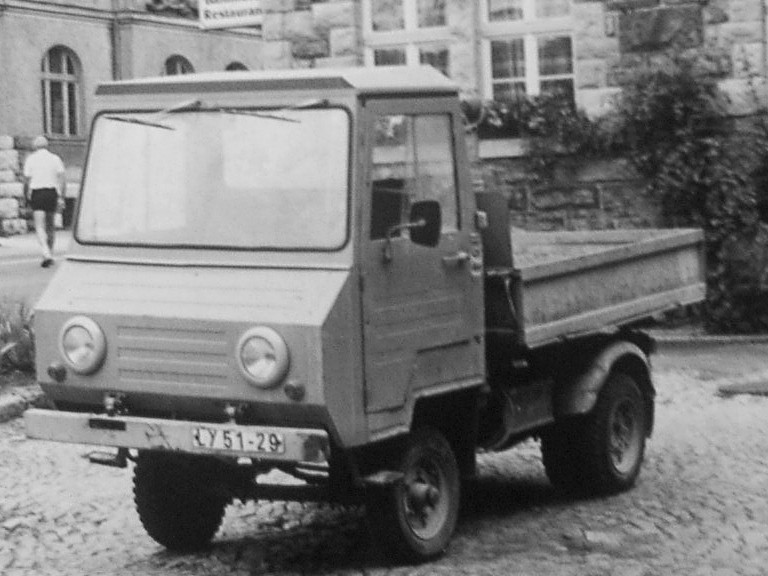
Multicar M 24
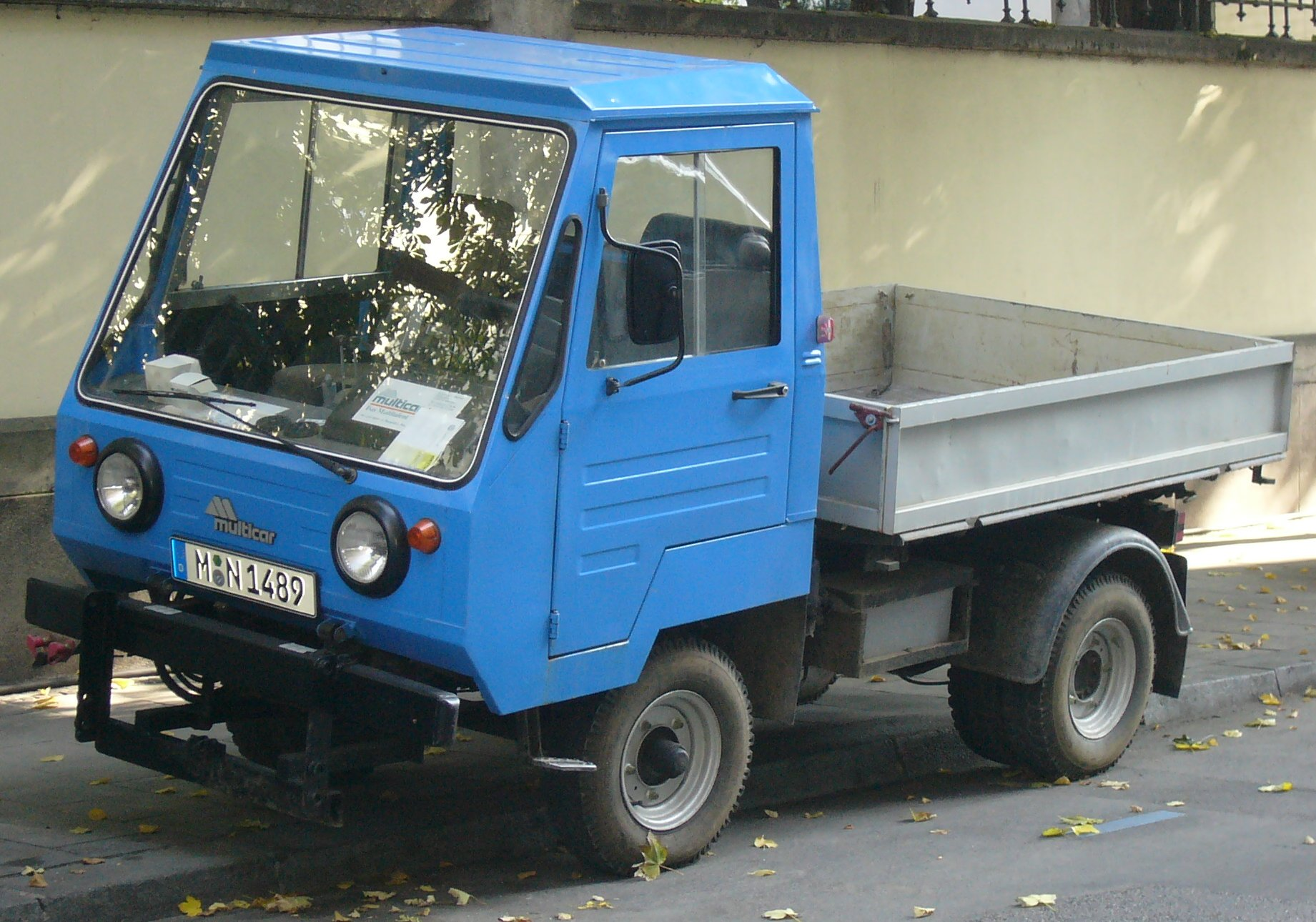
Multicar M 25
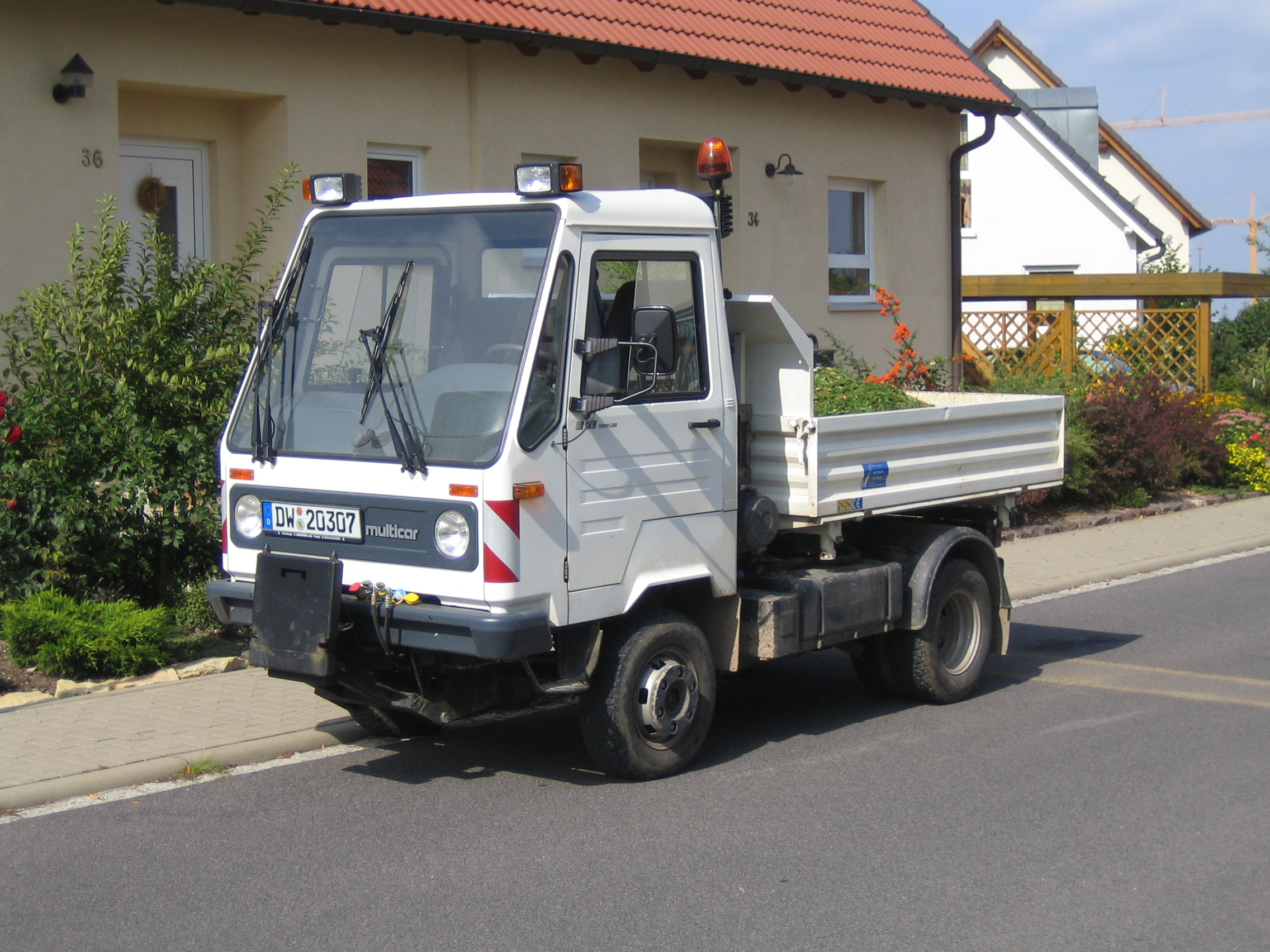
Multicar M 26
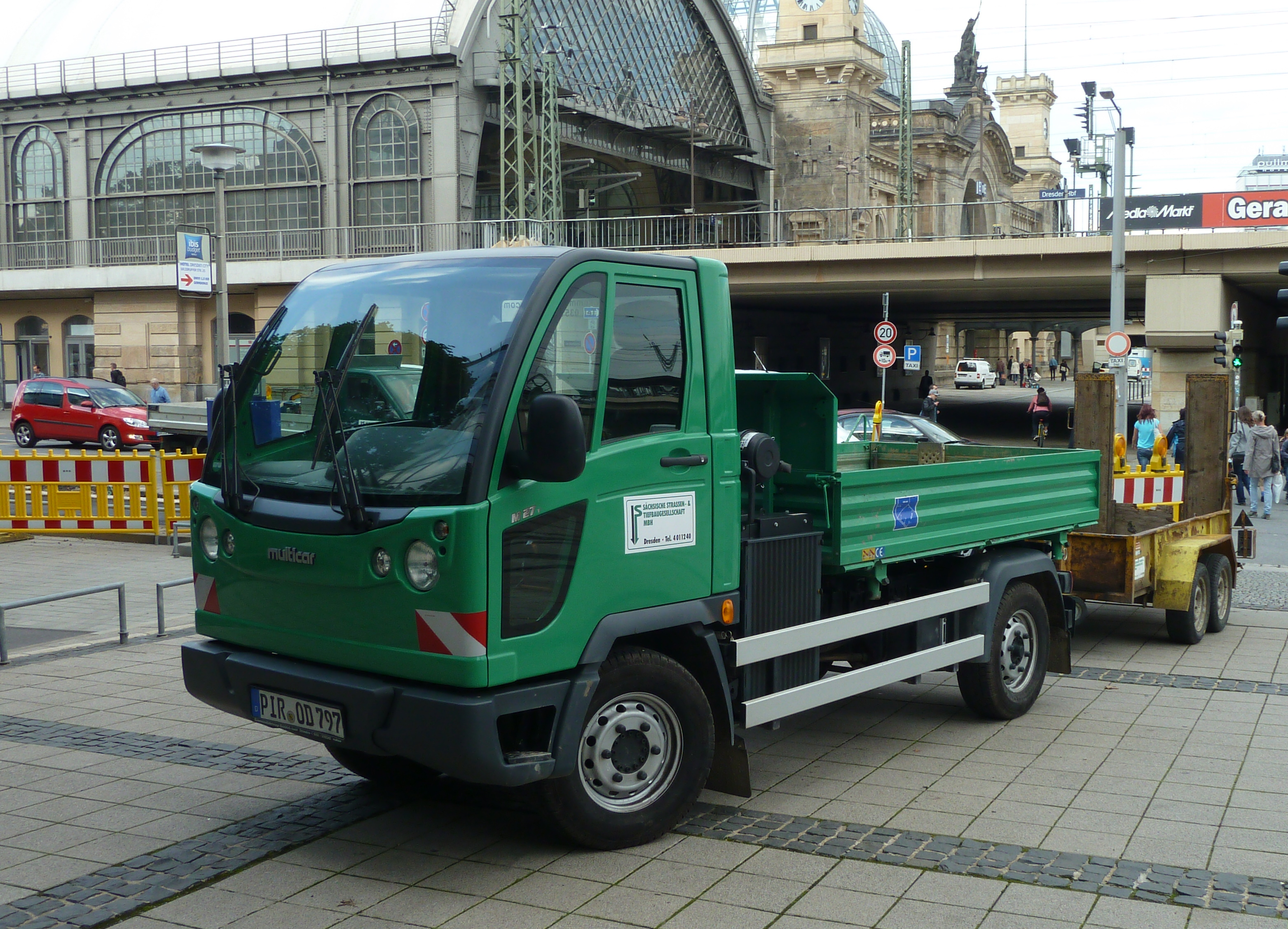
Multicar M 27
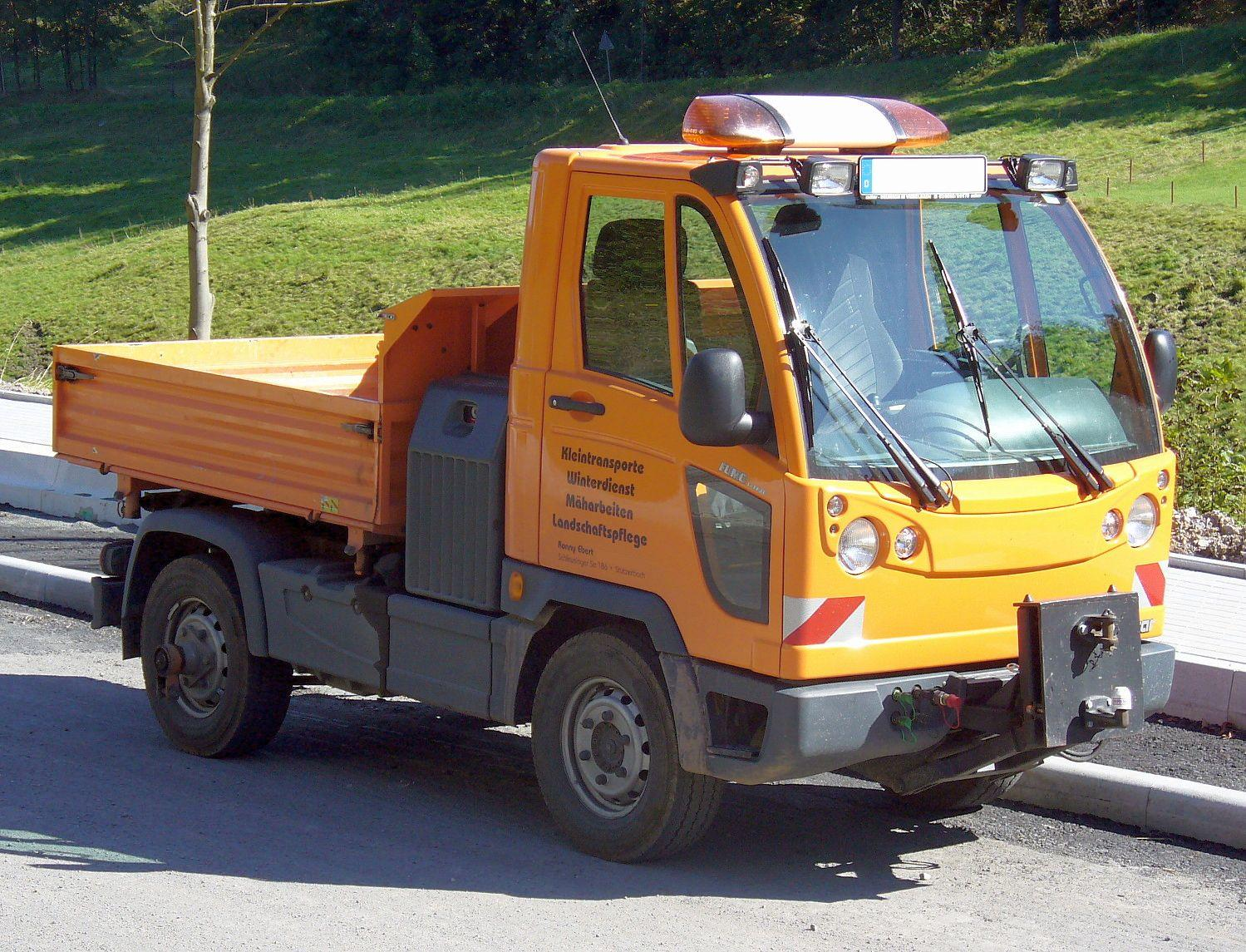
Multicar FUMO
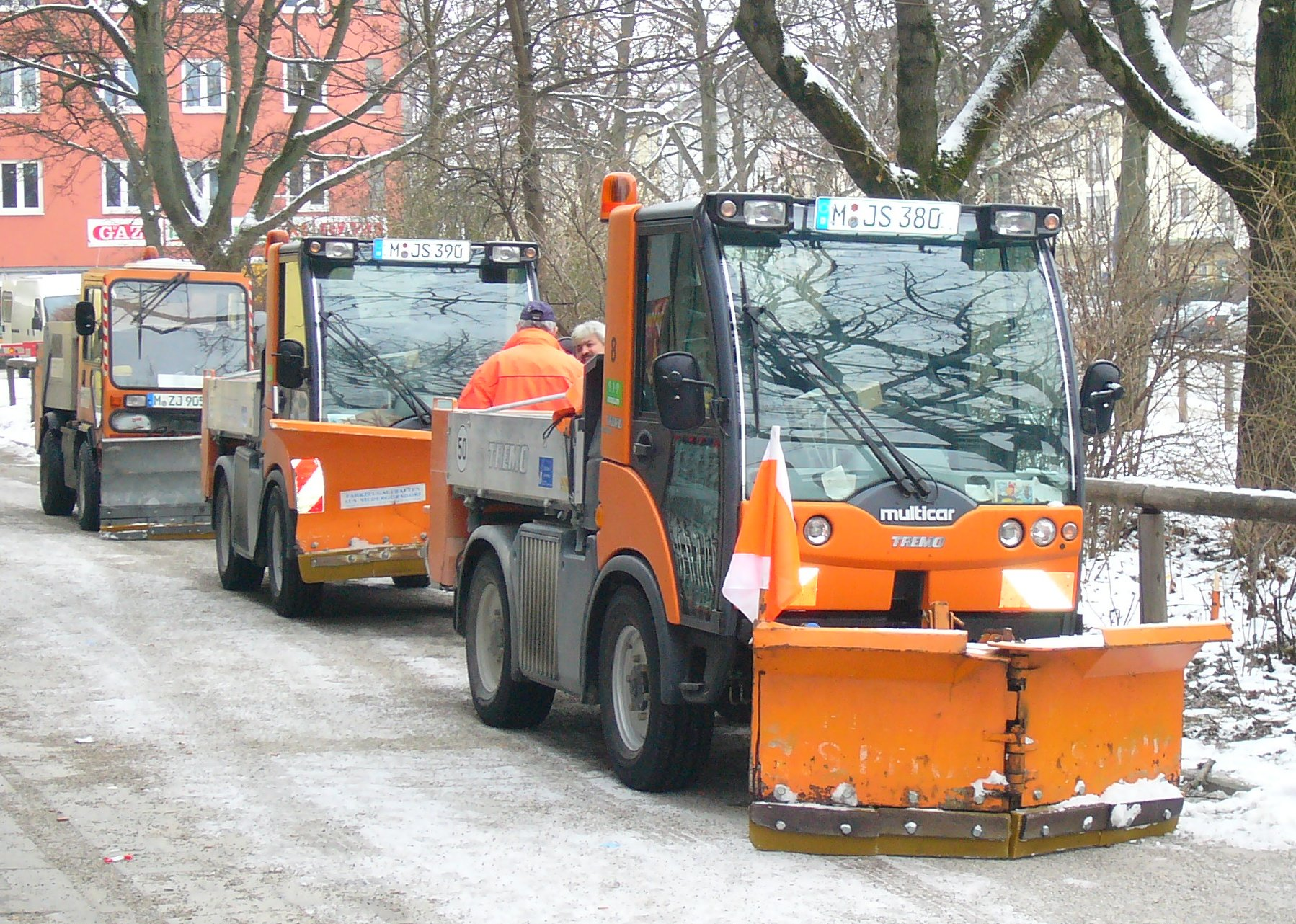
Multicar TREMO
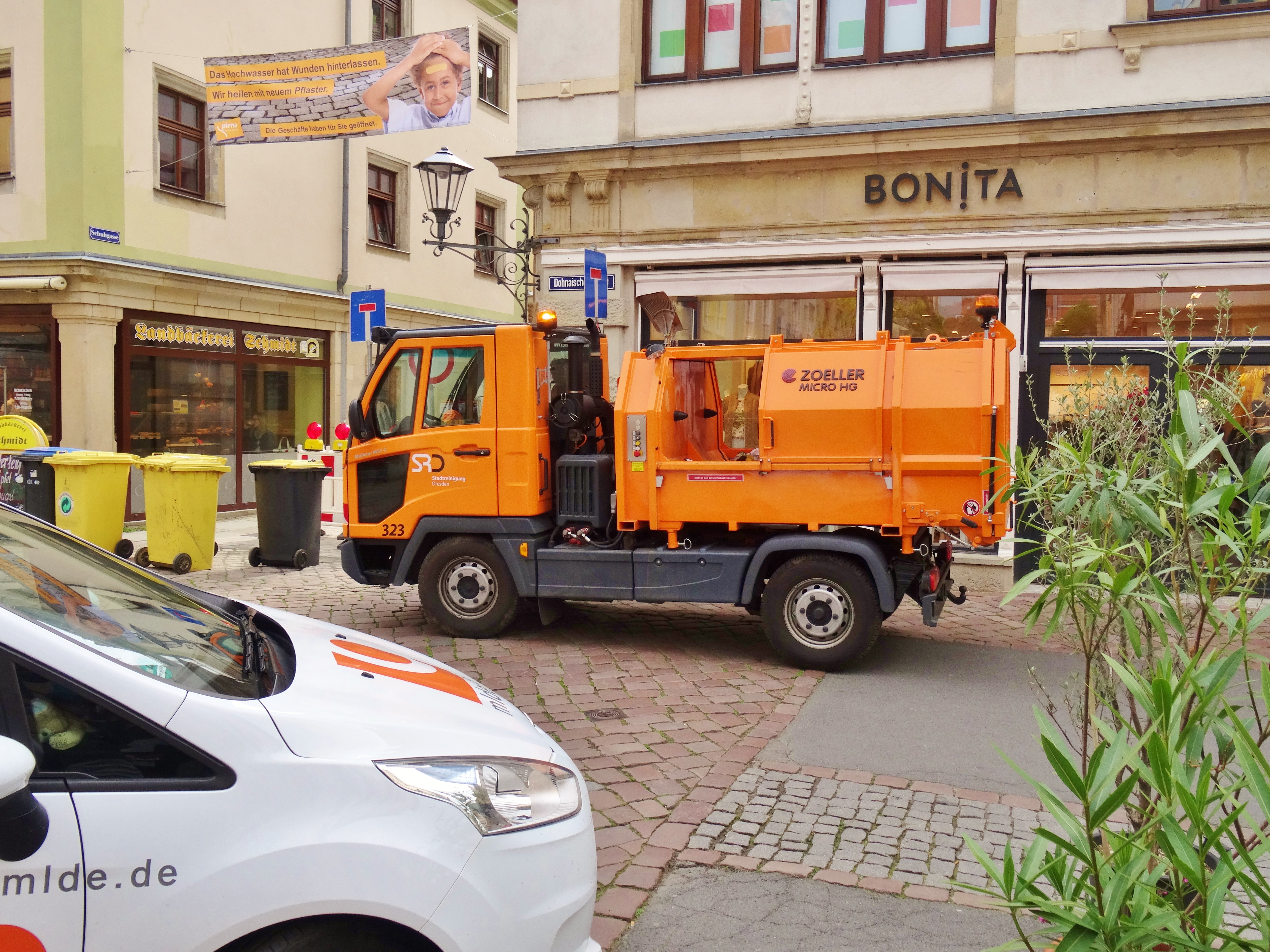
Multicar M 31
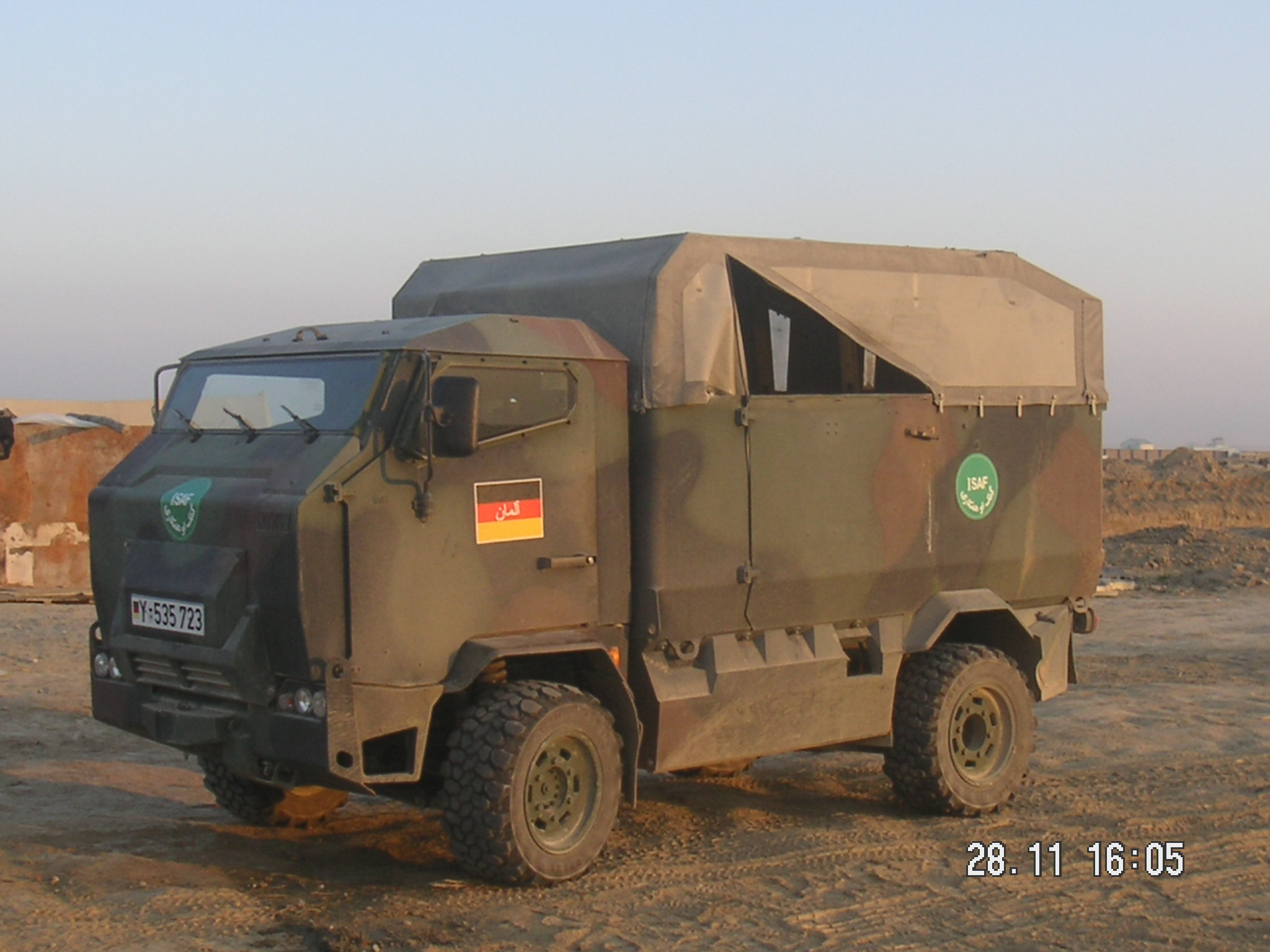
Mungo